# Salvadoriente
Die Salvadoriente (Salvadorina waigiuensis) lebt endemisch im Hochland der Insel Neuguinea. Die Ente ist wenig erforscht.

## Merkmale
Die Salvadoriente ist eine kleine Ente und erreicht eine Länge von 43 cm. Ihr Kopf ist dunkelbraun, der Schnabel gelb. Der Körper hat ein dunkelbraun-weißes Streifenmuster. Die Füße sind orange. Sie ist die einzige Ente mit gelbem Schnabel, dunkelbraunem Kopf und Streifenzeichnung auf dem Rumpf auf Neuguinea und damit unverwechselbar.

## Lebensweise
Sichtungen der Salvadoriente gibt es von 70 bis 4100 Metern Höhe, sie ist allerdings unterhalb von 600 Metern selten und hält sich vor allem in großen Höhen auf. Sie ist monogam und territorial, lebt und brütet während der Trockenzeit an den Ufern schnell fließender Bäche und Flüsse und an Bergseen. Das Revier wird während des gesamten Jahres verteidigt. Entlang des Baiyer Rivers war ein untersuchtes Revier 1600 Meter lang, am Menga River war eins nur 160 Meter lang. Es werden zwei bis vier Eier gelegt. Das Männchen beteiligt sich an der Jungenaufzucht. Die Ente ist omnivor und sucht ihre Nahrung tauchend.

## Gefährdung
Die IUCN gibt eine Population von 2500 bis 20.000 Exemplaren an, die stabil sein soll oder langsam abnimmt. Die Art wird deshalb als gefährdet angesehen. Bedroht ist sie durch die Jagd durch Menschen und verwilderte Hunde, Lebensraumzerstörung durch den Bergbau, die hiervon hervorgerufene Kontamination der Flüsse und die Verbauung der Flüsse durch hydroelektrische Projekte. Eventuell konkurrieren auch eingeführte Forellen mit den Enten um die Nahrungsressourcen. In Papua-Neuguinea steht die Salvadoriente unter Schutz.